# Filles missionnaires de la Très Pure Vierge Marie
Les filles missionnaires de la Très Pure Vierge Marie (en latin : Congregationis Missionariarum Filiarum Purissimae Virginis Mariae) forment une congrégation religieuse féminine de droit pontifical dont le but est l'enseignement et l'approfondissement de la foi chrétienne par le moyen de retraites spirituelles.

## Historique
Les origines de la congrégation remontent à 1897, lorsque le jésuite Albert Cuscó Mir fonde à Mexico les sœurs de la Croix du Sacré-Cœur de Jésus. En 1901, Cuscó Mir doit abandonner la direction de l'institut et en confie le gouvernement à Julie des Épines du Sacré-Cœur. 
En 1903, la direction de la congrégation passe aux mains de Félix de Jésus Rougier, qui rejette les constitutions religieuses rédigées par Cuscó Mir et attribue la fondation de l'institut à Concepción Cabrera de Armida. Un groupe de religieuses s'opposent à ces changements et, le 12 septembre 1903, sous la direction de Julie des Épines du Sacré-Cœur, elles se séparent des sœurs de la Croix du Sacré-Cœur de Jésus, constituant ainsi une congrégation autonome.
Le 4 octobre 1904, Mgr José María de Jesús Portugal y Serratos, évêque du diocèse d'Aguascalientes, érige les filles missionnaires de la Très pure Vierge Marie en institut religieux de droit diocésain. L'institut reçoit le décret de louange le 7 novembre 1962.

## Activité et diffusion
Les sœurs se consacrent à l'enseignement des jeunes filles et à l'organisation de retraites spirituelles.
Elles sont présentes au Mexique, aux États-Unis, au Nigeria, au Pérou.
La maison-mère se trouve à Aguascalientes.
En 2017, la congrégation comptait 353 sœurs dans 43 maisons.